# Sommerschafweide auf Ohl
Das Gebiet Sommerschafweide auf Ohl ist ein vom Landratsamt Münsingen am 31. Mai 1955 durch Verordnung ausgewiesenes Landschaftsschutzgebiet auf dem Gebiet der Gemeinde Römerstein.

## Lage
Das nur etwa drei Hektar große Landschaftsschutzgebiet liegt etwa zwei Kilometer nordwestlich des Ortsteils Donnstetten und 1,5 km südöstlich des Lenninger Ortsteils Gutenberg. Es gehört zum Naturraum Mittlere Kuppenalb.
Das Gebiet liegt in der geologischen Einheit des Oberen Massenkalks des Oberjura.

## Landschaftscharakter
Die einstige Schafweide ist heute durch die ausgebliebene Nutzung weitgehend mit einem Sukzessionswald bestockt. Westlich des Landschaftsschutzgebietes befinden sich noch offenere Magerrasenbereiche, die von der früheren Nutzung als Schafweide zeugen.